# Annay, Pas-de-Calais
Annay är en kommun i departementet Pas-de-Calais i regionen Hauts-de-France i norra Frankrike. Kommunen ligger i kantonen Lens-Nord-Est som tillhör arrondissementet Lens. År 2022 hade Annay 4 544 invånare.

## Befolkningsutveckling
Antalet invånare i kommunen Annay
| Referens: INSEE |